# Jameson Mbilini Dlamini
El Príncipe Jameson Mbilini Dlamini (1921 - 5 de junio de 2008) fue primer ministro de Suazilandia desde el 4 de noviembre de 1993 hasta el 8 de mayo de 1996.

## Biografía
Una larga sequía durante 1992 y 1993 hizo que se perdiera la cosecha de maíz y el paro aumentó considerablemente. En 1993 se celebraron las primeras elecciones pluripartidistas en Suazilandia y Jameson Mbilini Dlamini (tradicionalista) pasó a presidir el gobierno. Su predecesor Obed Dlamini perdió, sin embargo, su escaño en el Parlamento.
Durante 1994 continuaron las protestas contra Mswati III. Tras el incendio, en febrero de 1995, de la sede del Parlamento (reivindicado por el Congreso de la Juventud de Suazilandia, 40.000 personas se manifestaron en marzo, para apoyar un paro general de dos días.
A mediados de 1996, el monarca pidió el fin de la revuelta y reiteró su disposición a reexaminar la situación de los partidos políticos. Ante las presiones de la oposición prodemocrática, Jameson Mbilini Dlamini fue depuesto y Barnabas Sibusiso Dlamini fue designado primer ministro en julio de 1996.